# 韩岗镇
韩岗镇，是中华人民共和国山東省济宁市梁山县下辖的一个乡镇级行政单位。

## 行政区划
韩岗镇下辖以下地区：
刁集村、彭庄村、任李庄村、刘庙村、薛楼村、李坊村、郑楼村、何庄村、张坊村、杨尧村、中孙庄村、槐王村、东草庙村、西草庙村、韩庄村、赵楼村、北刘庙村、管庄村、韩岗村、辛庄村、前林庄村、孟庄村、前窑村、蔺庄村、许寺村、焦庄村、东张庄村、齐庄村、丁楼村、季庙村、付庄村、齐岗村、任庄村、荣店村、司垓村、小窑村、郭楼村、时庄村、西孙庄村、东袁口村、南袁口村、北袁口村、东孙庄村、范庄村、东大屯村、中大屯村、西大屯村、辘吊村、王府庄村、王堂村、盛庄村、三皇庙村、薛庄村、辛集村、郑庄村、贾庄村、北王庄村、韩堂村、张楼村、宋庄村、崔庄村和房村。

## 人口
2010年中国第六次人口普查时，韩岗镇共有人口55142人。共有家庭15467户，平均每户3.45人。14岁以下的少年儿童共10979人，占总人口19.91%；15-64岁人口共38630人，占总人口70.05%；65岁及以上的老年人共5533人，占总人口的10.03%。男性共计27605人，占总人口50.06%；女性共计27537人，占总人口49.93%。本地居住的人口中，拥有本地户籍的人口为53797人，占97.56%。